# Teaxil
Teaxil är en ort i Mexiko.   Den ligger i kommunen Tampamolón Corona och delstaten San Luis Potosí, i den centrala delen av landet, 240 km norr om huvudstaden Mexico City. Teaxil ligger 119 meter över havet och antalet invånare är 249.
Terrängen runt Teaxil är platt åt sydost, men åt nordväst är den kuperad. Runt Teaxil är det ganska glesbefolkat, med 50 invånare per kvadratkilometer. Närmaste större samhälle är Tampacan, 17,7 km sydost om Teaxil. Omgivningarna runt Teaxil är en mosaik av jordbruksmark och naturlig växtlighet.